# پایانه اتوبوسرانی کوچ تورنتو
پایانه اتوبوسرانی کوچ تورنتو (انگلیسی: Toronto Coach Terminal) یک پایانه اتوبوسرانی از کار افتاده برای خدمات اتوبوس بین شهری در تورنتو، انتاریو، کانادا است. این ساختمان تا اواسط سال ۲۰۲۱ ایستگاه مرکزی اتوبوس بین شهری در تورنتو بود، زمانی که با ترمینال اتوبوس ایستگاه یونیون جایگزین شد. پایانه اتوبوسرانی کوچ تورنتو در خیابان بی ۶۱۰، در مرکز شهر تورنتو واقع شده‌است.